# Tepetlampa, Tezonapa
Tepetlampa är en ort i Mexiko.   Den ligger i kommunen Tezonapa och delstaten Veracruz, i den sydöstra delen av landet, 260 km öster om huvudstaden Mexico City. Tepetlampa ligger 97 meter över havet och antalet invånare är 586.
Terrängen runt Tepetlampa är varierad. Runt Tepetlampa är det ganska tätbefolkat, med 56 invånare per kvadratkilometer. Närmaste större samhälle är Cosolapa, 17,8 km nordost om Tepetlampa. I omgivningarna runt Tepetlampa växer huvudsakligen savannskog.